# عادل السلیمانی
عادل السلیمانی (انگلیسی: Adel Alawi؛ زادهٔ ۲۵ اوت ۱۹۹۵) یک بازیکن فوتبال اهل قطر است.